# Centre d'exposition de la planification urbaine de Shanghai
Le Centre d'exposition de la planification urbaine de Shanghai (hanyu pinyin : Shànghǎi Chéngshì Guīhuà Zhǎnshì Guǎn ; sinogrammes traditionnels : 上海城市规划展示馆), appelé aussi Musée ou Galerie de l'urbanisme de Shanghai, présente l'histoire et les projets d'aménagements concernant l'urbanisme de Shanghai. Il est situé sur la Place du Peuple, à proximité : de la Mairie de Shanghai, du Musée des Beaux-Arts de Shanghai, du Musée de Shanghai et de Opéra de Shanghai.

## Histoire
Le bâtiment est l'œuvre de l'architecte chinois Ling Benli, il est édifié en 2000 sur la Place du Peuple. Sa toiture en acier est censée évoquer la fleur du magnolia symbole de Shanghai.

## Exposition
Le musée présente le projet de Shanghai 2020.

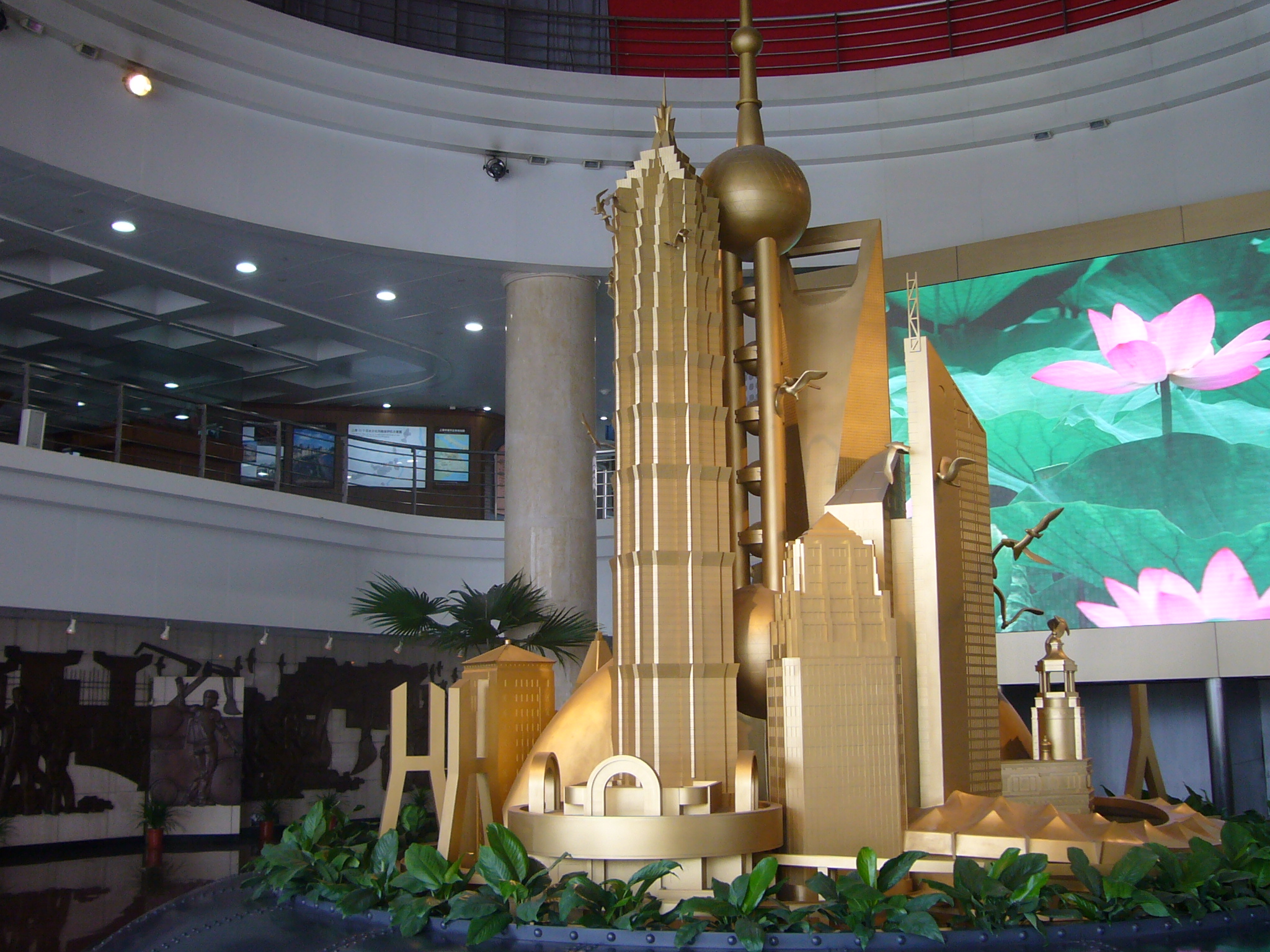
le hall et son monument
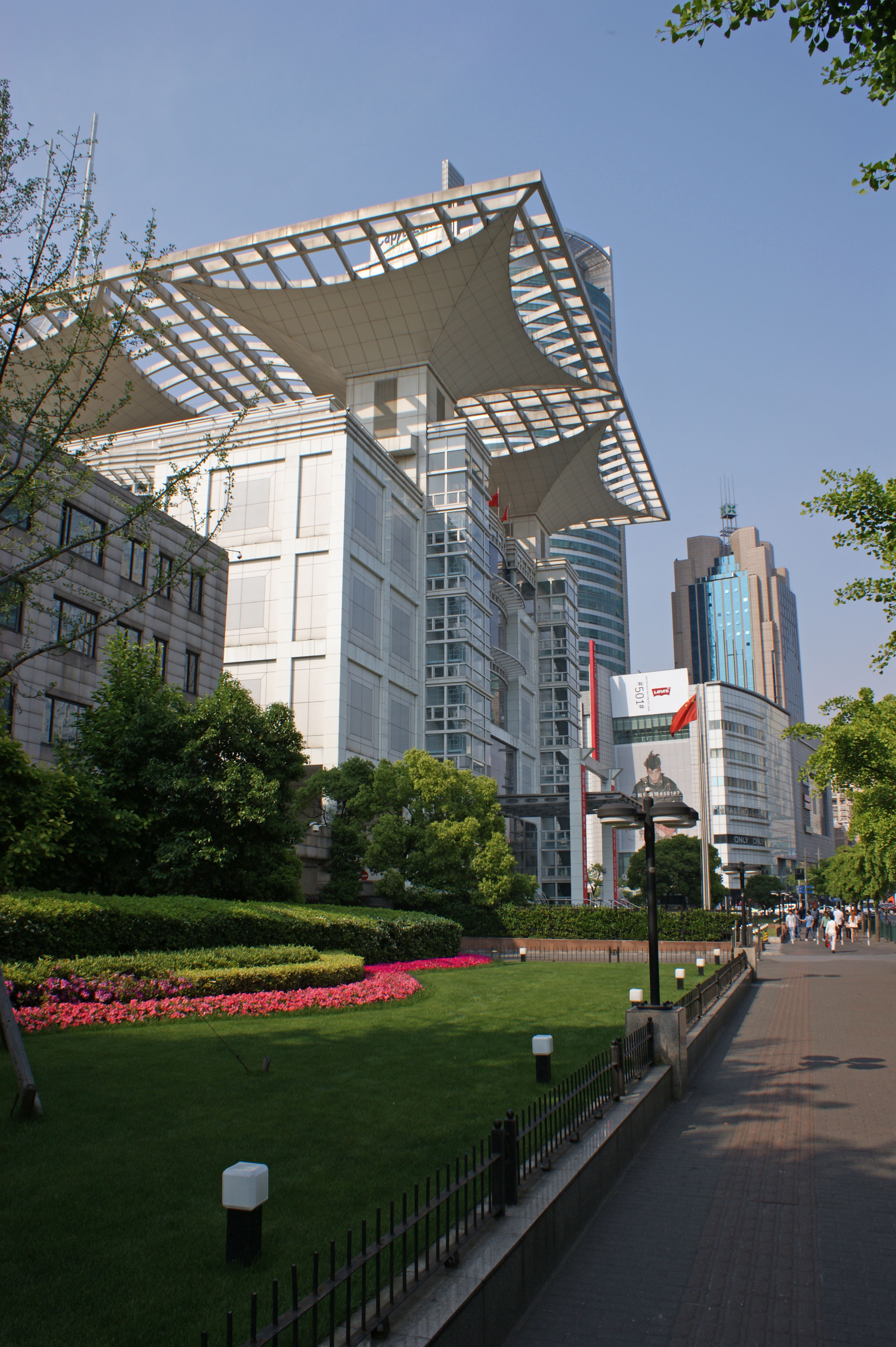
Entrée avenue Renmin